# Роберт Блох
Роберт Альберт Блох (англ. Robert Albert Bloch; 5 квітня 1917, Чикаго— 23 вересня 1994, Лос-Анджелес)— американський письменник-фантаст.
З дитинства був великим прихильником творчості Говарда Лавкрафта, з яким певний час навіть перебував у листуванні (пізніше Лавкрафт присвятить Робертові свій твір «Той, хто чаїться у темряві»[джерело?]). Перше оповідання «Lilies» опублікував у напівпрофесійному журналі «Marvel Tales» 1934 року. В період 1935–1945 років опублікував більше сотні оповідань жахів та фентезі в різних журналах (серед яких й у співавторстві з Генрі Каттнером), деякі під псевдонімом «Tarleton Fiske». 1945 року як сценарист брав участь у створені популярного радіо-шоу «Stay Tuned for Terror». Перша книга — видана у Великій Британії брошура «Sea-Kissed» (збірка, 1945 рік). Того ж року видавництво Arkham House видає великий том оповідань Блоха «The Opener of the Way». Автор легендарного «Психо», пізніше екранізованого Альфредом Хічкоком. Є творцем Людвіґа Прінна та його книги-новотвору «Таємниці хробака» «Des vermis mysteriis».

## Ранні роки
Блох народився в Чикаго, в родині Рафаеля Рея Блоха (1884—1952), банківського касира та Стелли Леба (1880—1944), соціального працівника німецько-єврейського походження. Родина Блоха переїхала до Мейвуда, передмістя Чикаго, коли Робертові було п'ять років.

### Особисте життя
Блох одружився зі своєю першою дружиною Маріон за розрахунком, аби його не забрали до армії. Маріон страждала на туберкульоз кісток, і 1953 року вони переїхали до Веяувеґи, штат Вісконсин, — рідне місто Маріон, аби вона була ближче до друзів та родини. Маріон в результаті вилікувалась від туберкульозу й вони розлучились 1963 року, їхня донька Саллі (нар. 1943 року) лишилася жити з батьком.
1964 року Блох зустрів Елеонору Александр, яка нещодавно стала вдовицею. Вони одружились 16 жовтня того ж року, провели медовий місяць на Таїті, а 1965 року поїхали до Лондона. Роберт та Елеонора жили в щасливому шлюбі до самої смерті Блоха.

## Некролог
У серпні 1994 року Роберт Блох публікує свій власний некролог. «Locus» називає це жартом людини, яка все життя писала про смерть. Але рівно за місяць Роберт Блох помирає від раку. Він був кремований та похований в Залі молитов (англ. Room of Prayer) колумбарію на Вествудському цвинтарі в Лос-Анджелесі. Його дружина Еллі похована там само.

## Премії та нагороди
- 1959, Премія Г'юґо в категорії «Найкраще оповідання» за «Поїзд до пекла» / «That Hell-Bound Train» (1958).
- 1975, World Fantasy Award. За заслуги перед жанром (Life Achievement).
- 1984, Премія Г'юґо. Спеціальна нагорода (50 years as an SF professional Hugo Special Award).
- 1989, Bram Stoker Awards. Заслуги перед жанром (Life Achievement).
- 1993, Bram Stoker Awards. Публіцистика (Superior Achievement in Non-Fiction). «Once Around the Bloch: An Unauthorized Autobiography» (1993).
- 1994, Bram Stoker Awards. Авторська збірка (Collection). «The Early Fears» (1994).
- 1994, Bram Stoker Awards. Найкращі досягнення в Long Fiction. «The Scent of Vinegar» (1994).

## Екранізації
Ниже наводиться перелік фільмів, знятих за мотивам книг Блоха.
- 1960, Psycho. Психо.
- 1962, The Couch. Суддя.
- 1962, The Cabinet of Caligari. Кабінет Каліґарі.
- 1964, Strait-Jacket. Гамівна сорочка.
- 1964, The Night Walker. Нічний перехожий.
- 1965, The Skull. Череп.
- 1966, The Psychopath. Психопат.
- 1967, Torture Garden. Сад тортур.
- 1967, The Deadly Bees. Смертельні бджоли
- 1970, The House That Dripped Blood. Будинок, де стікає кров.
- 1972, Asylum. Притулок.
- 1973, The Cat Creature (телевізійний серіал). Котяче створіння
- 1974, The Dead Don't Die (телевізійний серіал). Мертві не помирають.
- 1978, The Amazing Captain Nemo (Блох написав один епізод в співпраці з п'ятьма іншими письменниками, які працювали над сценарієм). Неймовірний капітан Немо
- 1998, Psycho. Психо.